# Charleville (Ardennes)
Charleville is een plaats en voormalige gemeente in het Franse departement Ardennes in de regio Grand Est.
Op 1 oktober 1966 fuseerde Charleville met Étion, Mézières, Mohon en Montcy-Saint-Pierre tot de gemeente Charleville-Mézières. 

## Geboren
- Arthur Rimbaud (1854-1891), dichter

Charleville · Étion · Mézières · Mohon · Montcy-Saint-Pierre · Le Theux